# Пен Лејк Парк (Пенсилванија)
Пен Лејк Парк (енгл. Penn Lake Park) град је у америчкој савезној држави Пенсилванија.

## Демографија
По попису из 2010. године број становника је 308, што је 39 (14,5%) становника више него 2000. године.
| Група             | 2000.       | 2010.       |
| Белци             | 265 (98,5%) | 302 (98,1%) |
| Афроамериканци    | 0 (0,0%)    | 3 (1,0%)    |
| Азијати           | 0 (0,0%)    | 0 (0,0%)    |
| Хиспаноамериканци | 2 (0,7%)    | 0 (0,0%)    |
| Укупно            | 269         | 308         |